# Ніл Гаврилів
Ніл Гаврилів (англ. Neil Hawryliw, 9 листопада 1955, Філдінг — 3 жовтня 2021) — канадський хокеїст, що грав на позиції крайнього нападника.

## Ігрова кар'єра
Професійну хокейну кар'єру розпочав 1976 року.
Усю професійну клубну ігрову кар'єру, що тривала 12 років, провів у клубах ІХЛ та ЦХЛ. У складі команди «Нью-Йорк Айлендерс» провів лише один матч у сезоні 1981-82.